# Matteo Olivero
Matteo Pietro Olivero (Acceglio, 15 giugno 1879 – Saluzzo, 28 aprile 1932) è stato un pittore e scultore italiano tra i maggiori esponenti del divisionismo.

## Biografia
Matteo Olivero nasce nelle prime ore del mattino del 15 giugno 1879 a borgata Villa, la principale frazione del comune di Acceglio, paese dell'alta valle Maira, da Matteo (Acceglio, 1817 – Dronero 15 maggio 1888), ex fuochista della marina mercantile e oste, e da Lucia Rosano (Acceglio, 1844 – Saluzzo, 24 marzo 1930) di oltre trent’anni più giovane del marito sposato con il solo matrimonio di coscienza alla fine del 1877. Nel 1880 la famiglia si trasferisca a Dronero e il 17 aprile 1881 il padre redige il testamento presso il notaio Paolo Mallé, nominando Lucia Rosano – cui Matteo senior si lega poi anche con rito civile il 25 gennaio 1888 – tutrice di ogni avere fino alla maggiore età del loro figlio, perché quest’ultimo in caso di propria morte possa proseguire gli studi. A Dronero il piccolo Matteo  frequenta l'asilo e le scuole elementari. Matteo non si riprese mai dal trauma della morte del padre settantenne avvenuta il 15 maggio dello stesso 1888. Tra le conseguenze della mancata elaborazione del lutto si riconoscono la pretesa di essere nato postumo (avvalorata sulla stampa nei cenni alla propria vita) e, di contro, la permanente simbiosi con la madre. Del resto, Lucia seppe affrontare ogni sacrificio pur di sostenere la vocazione artistica del suo Matteo, compiendo così una scelta notevole per una semplice donna di montagna.
Nel 1891 Matteo e la madre si trasferiscono a Cuneo dove può proseguire gli studi frequentando la Regia Scuola Tecnica "Sebastiano Grandis". Emerge in questo contesto il suo talento per il disegno. Si diploma nel 1895. Allo stesso anno risalgono alcuni suoi acquerelli. In uno di questi, dal titolo Vecchio in chiesa, si può scorgere già un certo interesse per la ricerca luministica.

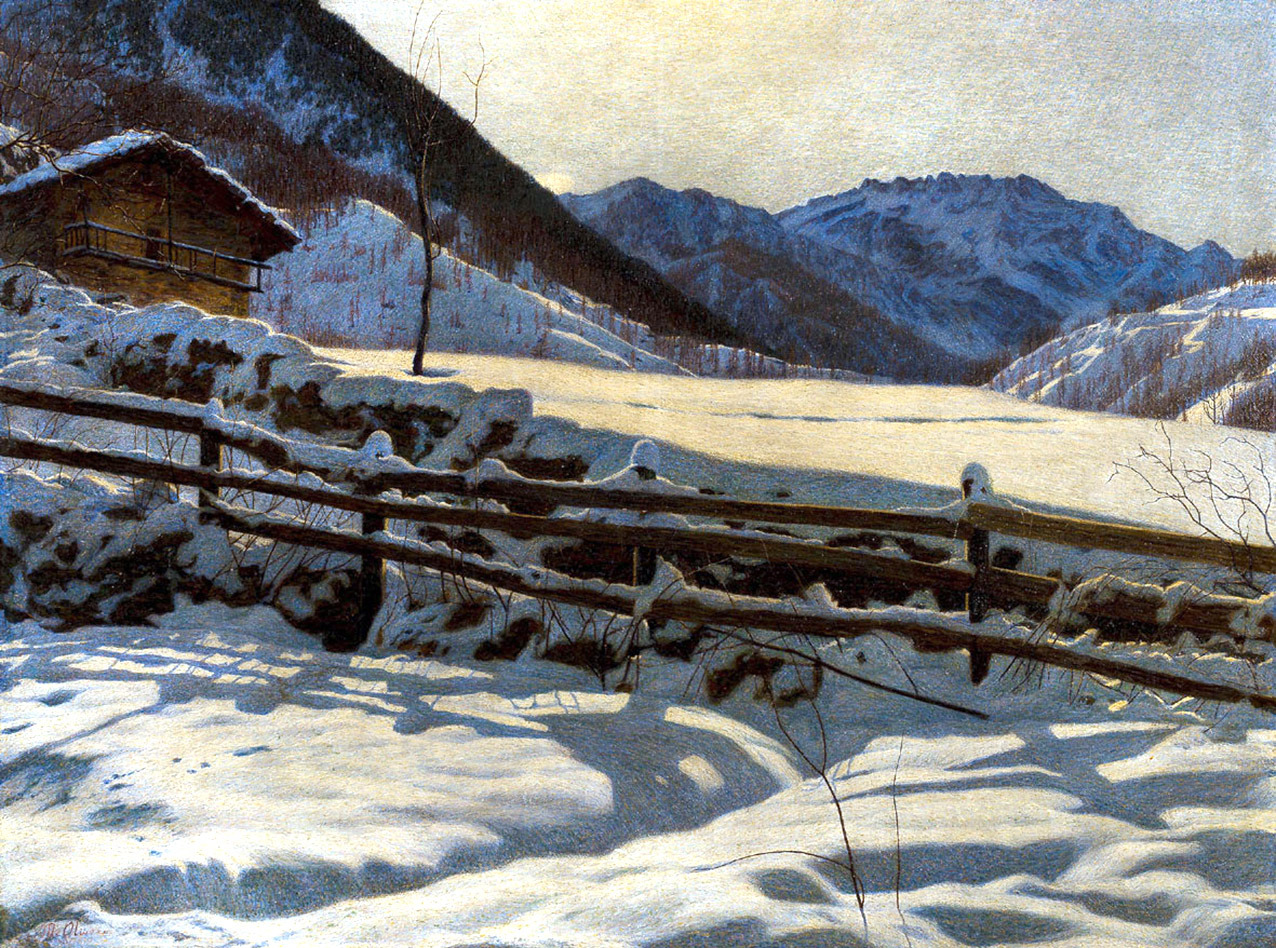
Solitudine, 1908

Il talento di Matteo Olivero viene incoraggiato dalla madre. Nel 1896 ella decide di vendere il podere di famiglia per trasferirsi con lui a Torino, dove Olivero si iscrive al primo triennio del Corso preparatorio di Pittura dell'Accademia Albertina delle Belle Arti. Durante questo primo periodo acquisisce solide basi di disegno, di prospettive e di composizione perfezionando il tratto e la tecnica pittorica. Nel 1899 accede al triennio del Corso superiore di Pittura dopo aver meritato alle esposizioni di fine anno menzione d’onore, medaglia d’argento ed un premio di incoraggiamento di 40 lire, il più alto di cui la scuola disponeva. In Albertina ebbe maestri  Paolo Gaidano, Giacomo Grosso, Pier Celestino Gilardi. È del 1900 la sua prima scultura, il Rejetto, un busto in gesso che espone alla Promotrice di Torino mettendo a frutto la preparazione complementare acquisita sotto la guida del grande Leonardo Bistolfi, che pur non insegnando in Accademia era un riferimento sicuro e gli si mostrava benevolo.
Nello stesso anno visita l'Esposizione Universale di Parigi, scoprendo il divisionismo e l'arte di Segantini. A quest’epoca risale anche il busto della madre, che verrà poi apposto sulla lapide di lei e più avanti sostituito da una riproduzione; l'originale è attualmente conservato presso la Pinacoteca "Matteo Olivero" di Saluzzo.
È tuttavia per la pittura che ha una predilezione. L'anno seguente torna alla Promotrice con una grande tela, 'L lunes, una vasta composizione di figure; questa sarà per lui una delle prime esposizioni pittoriche.
Gli anni dell'Accademia sono segnati da una produzione intensa. A questo periodo risalgono numerosi studi di figura e ritratti, tra le quali si annoverano il Busto, il Ritratto di vecchio e Autoritratto giovanile.

Nel 1902 Matteo ritorna ad Acceglio, fra i monti che gli diedero i natali, per concentrarsi sull'opera che esporrà in quello stesso anno alla prima Quadriennale d'Arte di Torino, tenutasi al Valentino presso la Società Promotrice delle Belle Arti. 
«Sopra Acceglio, sullo sfondo della cresta frastagliata della catena più alta al riparo d'un costone erboso due capanne, le Ultime capanne, gli forniranno il tema per il quadro che vedrà il suo primo successo».
Divenuto subito famoso perché improntato a una diversa poetica del paesaggio montano, Ultime capanne meritò il premio acquisto della Società Promotrice durante la Quadriennale e fu presto rivenduto per una cifra superiore. L’acquirente era l’industriale Emilio Foltzer, collezionista e promotore d’arte il cui nome si legò per sempre a quello di Olivero. Quasi che un segno del destino dovesse annunciare un sodalizio determinante, Ultime capanne aveva condiviso allora lo spazio espositivo con il Quarto Stato di Giuseppe Pellizza da Volpedo. Nell’autunno dello stesso anno, le sale della Promotrice ospitarono l’incontro con Alexis Mérodack-Jeaneau, il poliedrico artista e intellettuale francese che era in procinto di fondare e dirigere la rivista «Les Tendances Nouvelles».
Conscio del valore delle proprie opere, Matteo continuò a partecipare alle mostre di una Torino che gli causava però un crescente disagio. Tra le altre, l’occasione offerta dal Club Alpino Italiano (fondato proprio a Torino nel 1863) vantava l’attrattiva dei soggetti di montagna, che stavano guadagnando il primato in una inesausta ricerca espressiva. Il pittore dovette invece rendersi conto di come quella vetrina fosse stata allestita perché fossero altri a focalizzare l’attenzione (Musiari, Le peintre … 2022). Nel maggio 1904 a Parigi usciva il primo numero di «Les Tendances Nouvelles», la rivista diretta da Mérodack per cui Matteo accettò, inizialmente con entusiasmo, l’incarico di corrispondente dall’Italia sotto il nom de plume Léonardo. Tale impegno favorì la conoscenza con Pellizza da Volpedo, maggiore di una decina d’anni ed eletto da Olivero a maestro, nell’orma di Giovanni Segantini. Il carteggio tra i due testimonia lo sviluppo di una profonda amicizia nutrita dallo scambio di pensieri ed emozioni. Proprio a Pellizza, interpellato dapprima per lettera, Matteo dedicò nel dicembre 1904, sul quarto numero di «Les Tendances Nouvelles», il profilo di uomo e di artista cui era accostato in dittico il proprio, che Mérodack aveva firmato con uno dei tanti pseudonimi, Louis Leroy.
I contributi alle mostre a Roma (I Internazionale della Società Amatori e Cultori di Belle Arti) e a Grenoble (XIX Exposition de Peinture Sculpture et Arts Decoratifs) si collegano all’esigenza di incrementare i riferimenti della propria ispirazione e, insieme, le opportunità di confronto con i colleghi e i conoscitori, mentre il titolo con cui il dipinto apparve in entrambe le sedi – Tristezza / Tristesse – fa trasparire l’esasperata sensibilità che lo pervadeva. 
Nel luglio 1905, in polemica con i colleghi, Matteo Olivero abbandona improvvisamente Torino e si trasferisce definitivamente a Saluzzo, in casa Villalta, oggi via San Francesco d’Assisi 1. 
A Venezia, alla VI Biennale presenta Ultimi raggi e Mattino (poi E maledice al giorno), entrambi acquistati, sono esposti nella stessa sala con Il ponte e Pomeriggio d’aprile di Pellizza. 
…
Nel 1930, quando la madre muore, cade in depressione; senza di lei sembra non riuscire più a creare e nemmeno a vivere.
La fine è tragica. La mattina del 28 aprile 1932, dopo aver scavalcato l'abbaino del suo studio, si lancia nel vuoto e muore poche ore dopo all'ospedale di Saluzzo.

## Curiosità
Negli anni dell'Accademia, Matteo e la madre abitarono a Torino al civico 6 di via Montebello. Il pittore in seguito aprì anche uno studio suo, prima in via Napione 32, poi in via Po n. 20.